# Сборная Украины по биатлону
Сборная Украины по биатлону — команда, которая представляет Украину на международных соревнованиях по биатлону: олимпийских играх, чемпионатах мира, кубках мира, кубках Международного союза биатлонистов и других.

## Тренерский штаб
- Урош Велепец — главный тренер (женщины)
- Игорь Ященко — старший тренер (женщины)
- Александр Кравченко — старший тренер (женщины)
- Юрай Санитра — главный тренер (мужчины)
- Алексей Кравченко — старший тренер (мужчины)
- Роман Прима — старший тренер (мужчины)
- Валерий Лесников — старший тренер (женщины, резерв)
- Николай Зоц — старший тренер (женщины, резерв)
- Александр Беланенко — старший тренер (женщины, резерв)
- Илья Лопухов — старший тренер (женщины, резерв)
- Дмитрий Ивасенко — старший тренер (резерв)
- Игорь Якименко — старший тренер (резерв)
- Валентина Шевченко — старший тренер (юниоры)
- Владимир Махлаев — старший тренер (юниоры)
- Роман Лейбюк — старший тренер (юниоры)
- Виктор Спицын — старший тренер (юниоры)

## Состав (сезон 2023/2024)
| Команда А         | Команда Б       | Юниоры            |
| ----------------- | --------------- | ----------------- |
| Дмитрий Пидручный | Степан Кинаш    | Богдан Борковский |
| Артем Прима       | Руслан Ткаленко | Станислав Жирнов  |
| Антон Дудченко    | Дмитрий Грущак  | Даниил Большой    |
| Богдан Цымбал     | Роман Боровик   | Сергей Супрун     |
| Тарас Лесюк       | Владислав Чихар | Михаил Хмиль      |
| Денис Насыко      |                 | Ярослав Третьяк   |
| Виталий Мандзын   |                 | Николай Грущак    |
| Артём Тищенко     |                 |                   |

| Команда А-Б          | Команда А-Б        | Юниоры             |
| -------------------- | ------------------ | ------------------ |
| Юлия Джима           | Юлия Городна       | Татьяна Тарасюк    |
| Анастасия Меркушина  | Елена Городна      | Инна Антоненко     |
| Елена Билосюк        | Дарина Чалык       | Ирина Тарасюк      |
| Анна Кривонос        | Кристина Дмитренко | Анастасия Мильшина |
| Дарья Блашко         | Ксения Приходько   | Мария Голоборода   |
| Александра Меркушина | Оксана Коваленко   |                    |
| Ирина Петренко       | Любовь Кипяченкова |                    |

## Результаты
| №  | Спортсмен          | Очки | Пок | Пок | Пок | Хох | Хох | Нов | Нов | Нов | Обе | Обе | Руп | Руп | Ант | Ант | Ант | Кан | Сол | Сол | Эст | Эст | Эст | Эст | Хол | Хол | Хол |
| №  | Спортсмен          | Очки | ИГ  | Спр | ГП  | Спр | ГП  | Спр | ГП  | МС  | Спр | ГП  | Спр | МС  | Спр | ГП  | МС  | ИГ  | Спр | ГП  | Спр | ГП  | ИГ  | МС  | Спр | ГП  | МС  |
| -- | ------------------ | ---- | --- | --- | --- | --- | --- | --- | --- | --- | --- | --- | --- | --- | --- | --- | --- | --- | --- | --- | --- | --- | --- | --- | --- | --- | --- |
| 17 | Дмитрий Пидручный  | 380  | —   | 58  | 40  | 32  | 26  | 19  | 6   | 17  | 25  | 21  | 20  | 29  | 19  | 32  | 26  | DNS | 33  | 14  | 4   | 1   | —   | 10  |     |     |     |
| 34 | Артем Прима        | 182  | 21  | 13  | 11  | 26  | 46  | 34  | 34  | 27  | 48  | DNF | 45  | —   | 11  | 26  | 19  | —   | —   | —   | —   | —   | —   | —   |     |     |     |
| 53 | Сергей Семенов     | 65   | 6   | 37  | 38  | 90  | —   | 35  | 31  | —   | 37  | 43  | 74  | —   | —   | —   | —   | 62  | —   | —   | —   | —   | 69  | —   |     |     |     |
| 83 | Артем Тищенко      | 17   | 31  | —   | —   | —   | —   | 73  | —   | —   | —   | —   | 53  | —   | 90  | —   | —   | 34  | 54  | DNS | 81  | —   | 83  | —   | —   | —   | —   |
| 92 | Тарас Лесюк        | 9    | —   | —   | —   | —   | —   | —   | —   | —   | —   | —   | —   | —   | —   | —   | —   | 32  | 78  | —   | —   | —   | —   | —   | —   | —   | —   |
| 97 | Руслан Ткаленко    | 3    | —   | —   | —   | —   | —   | —   | —   | —   | 61  | —   | —   | —   | 69  | —   | —   | —   | —   | —   | 42  | 38  | 65  | —   | —   | —   | —   |
|    | Виталий Труш       | 0    | —   | —   | —   | —   | —   | —   | —   | —   | —   | —   | —   | —   | —   | —   | —   | —   | —   | —   | 94  | —   | 59  | —   |     |     |     |
|    | Виталий Кильчицкий | 0    | 74  | 82  | —   | 102 | —   | —   | —   | —   | —   | —   | —   | —   | —   | —   | —   | —   | —   | —   | —   | —   | —   | —   | —   | —   | —   |

| №  | Спортсмен           | Очки | Пок | Пок | Пок | Хох | Хох | Нов | Нов | Нов | Обе | Обе | Руп | Руп | Ант | Ант | Ант | Кан | Сол | Сол | Эст | Эст | Эст | Эст | Хол | Хол | Хол |
| №  | Спортсмен           | Очки | ИГ  | Спр | ГП  | Спр | ГП  | Спр | ГП  | МС  | Спр | ГП  | Спр | МС  | Спр | ГП  | МС  | ИГ  | Спр | ГП  | Спр | ГП  | ИГ  | МС  | Спр | ГП  | МС  |
| -- | ------------------- | ---- | --- | --- | --- | --- | --- | --- | --- | --- | --- | --- | --- | --- | --- | --- | --- | --- | --- | --- | --- | --- | --- | --- | --- | --- | --- |
| 35 | Анастасия Меркушина | 213  | 16  | 46  | 37  | 69  | —   | 14  | 22  | 23  | 35  | 19  | 67  | —   | 35  | 35  | —   | —   | —   | —   | 28  | 15  | 10  | 25  | 57  | 50  | —   |
| 37 | Юлия Джима          | 187  | 1   | 20  | 24  | —   | —   | 41  | 49  | 20  | 68  | —   | 73  | —   | —   | —   | —   | 42  | 10  | 33  | 54  | DNS | 12  | —   | —   | —   | —   |
| 44 | Елена Пидгрушная    | 146  | 15  | 7   | 27  | 27  | DNF | 13  | DNF | 18  | —   | —   | 97  | —   | DNF | —   | —   | 36  | —   | —   | —   | —   | —   | —   | —   | —   | —   |
| 46 | Вита Семеренко      | 139  | 41  | —   | —   | 53  | DNS | 7   | 31  | 29  | 6   | 26  | 29  | —   | 78  | —   | —   | —   | —   | —   | 76  | —   | —   | —   | 28  | 30  | —   |
| 48 | Валя Семеренко      | 117  | —   | 25  | DNF | 57  | DNS | 15  | 7   | 24  | 65  | —   | 59  | —   | 60  | DNS | —   | —   | —   | —   | 29  | 38  | 36  | —   | 55  | 36  | —   |
| 70 | Юлия Журавок        | 48   | 20  | 85  | —   | —   | —   | —   | —   | —   | 86  | —   | —   | —   | 82  | —   | —   | 45  | —   | —   | —   | —   | 14  | —   | —   | —   | —   |
| 77 | Яна Бондарь         | 37   | —   | —   | —   | —   | —   | —   | —   | —   | —   | —   | —   | —   | —   | —   | —   | 27  | 18  | 48  | —   | —   | —   | —   | 48  | LAP | —   |
|    | Надежда Белкина     | 0    | —   | —   | —   | —   | —   | —   | —   | —   | —   | —   | —   | —   | —   | —   | —   | 41  | 54  | DNS | —   | —   | —   | —   | 77  | —   | —   |
|    | Ольга Абрамова      | 0    | —   | —   | —   | 63  | —   | —   | —   | —   | —   | —   | —   | —   | —   | —   | —   | —   | —   | —   | —   | —   | —   | —   | —   | —   | —   |
|    | Мария Кручова       | 0    | —   | —   | —   | —   | —   | —   | —   | —   | —   | —   | —   | —   | —   | —   | —   | —   | —   | 73  | —   | —   | —   | —   | —   | —   | —   |
|    | Анна Кривонос       | 0    | —   | —   | —   | —   | —   | —   | —   | —   | —   | —   | —   | —   | —   | —   | —   | —   | —   | —   | —   | —   | —   | —   | 74  | —   | —   |
|    | Екатерина Бех       | 0    | —   | —   | —   | —   | —   | —   | —   | —   | —   | —   | —   | —   | —   | —   | —   | —   | —   | —   | —   | —   | —   | —   | 93  | —   | —   |

| Пок ОСЭ/СЭ           | Пок ОСЭ/СЭ                                | Хох Эст                                             | Хох Эст                             | Обе Эст                                  | Обе Эст                             | Руп Эст                            | Руп Эст                                           | Кан Эст                          | Кан Эст                           | Сол ОСЭ/СЭ         | Сол ОСЭ/СЭ                        | Эст СЭ/ОСЭ/Эст                             | Эст СЭ/ОСЭ/Эст         | Эст СЭ/ОСЭ/Эст                                 | Эст СЭ/ОСЭ/Эст                     |
| -------------------- | ----------------------------------------- | --------------------------------------------------- | ----------------------------------- | ---------------------------------------- | ----------------------------------- | ---------------------------------- | ------------------------------------------------- | -------------------------------- | --------------------------------- | ------------------ | --------------------------------- | ------------------------------------------ | ---------------------- | ---------------------------------------------- | ---------------------------------- |
| 03 Меркушина Тищенко | 09 Ви. Семеренко Пидгрушная Семенов Прима | 08 Меркушина Ви. Семеренко Ва. Семеренко Пидгрушная | 016 Тищенко Прима Семенов Пидручный | 08 Журавок Джима Ви. Семеренко Меркушина | 0LAP Прима Семенов Ткаленко Тищенко | 07 Прима Семенов Тищенко Пидручный | 015 Меркушина Ва. Семеренко Журавок Ви. Семеренко | 07 Прима Семенов Лесюк Пидручный | 014 Журавок Джима Белкина Бондарь | 06 Пидручный Джима | 014 Тищенко Лесюк Бондарь Белкина | 07 Меркушина Ви. Семеренко Прима Пидручный | 05 Меркушина Пидручный | 03 Меркушина Ви. Семеренко Джима Ва. Семеренко | 012 Прима Семенов Тищенко Ткаленко |

| №  | Спортсмен          | Очки | Пок | Пок | Пок | Хох | Хох | Нов | Нов | Нов | Обе | Обе | Руп | Руп | Ант | Ант | Ант | Кан | Сол | Сол | Эст | Эст | Эст | Эст | Хол | Хол | Хол |
| №  | Спортсмен          | Очки | ИГ  | Спр | ГП  | Спр | ГП  | Спр | ГП  | МС  | Спр | ГП  | Спр | МС  | Спр | ГП  | МС  | ИГ  | Спр | ГП  | Спр | ГП  | ИГ  | МС  | Спр | ГП  | МС  |
| -- | ------------------ | ---- | --- | --- | --- | --- | --- | --- | --- | --- | --- | --- | --- | --- | --- | --- | --- | --- | --- | --- | --- | --- | --- | --- | --- | --- | --- |
| 17 | Дмитрий Пидручный  | 380  | —   | 58  | 40  | 32  | 26  | 19  | 6   | 17  | 25  | 21  | 20  | 29  | 19  | 32  | 26  | DNS | 33  | 14  | 4   | 1   | —   | 10  |     |     |     |
| 34 | Артем Прима        | 182  | 21  | 13  | 11  | 26  | 46  | 34  | 34  | 27  | 48  | DNF | 45  | —   | 11  | 26  | 19  | —   | —   | —   | —   | —   | —   | —   |     |     |     |
| 53 | Сергей Семенов     | 65   | 6   | 37  | 38  | 90  | —   | 35  | 31  | —   | 37  | 43  | 74  | —   | —   | —   | —   | 62  | —   | —   | —   | —   | 69  | —   |     |     |     |
| 83 | Артем Тищенко      | 17   | 31  | —   | —   | —   | —   | 73  | —   | —   | —   | —   | 53  | —   | 90  | —   | —   | 34  | 54  | DNS | 81  | —   | 83  | —   | —   | —   | —   |
| 92 | Тарас Лесюк        | 9    | —   | —   | —   | —   | —   | —   | —   | —   | —   | —   | —   | —   | —   | —   | —   | 32  | 78  | —   | —   | —   | —   | —   | —   | —   | —   |
| 97 | Руслан Ткаленко    | 3    | —   | —   | —   | —   | —   | —   | —   | —   | 61  | —   | —   | —   | 69  | —   | —   | —   | —   | —   | 42  | 38  | 65  | —   | —   | —   | —   |
|    | Виталий Труш       | 0    | —   | —   | —   | —   | —   | —   | —   | —   | —   | —   | —   | —   | —   | —   | —   | —   | —   | —   | 94  | —   | 59  | —   |     |     |     |
|    | Виталий Кильчицкий | 0    | 74  | 82  | —   | 102 | —   | —   | —   | —   | —   | —   | —   | —   | —   | —   | —   | —   | —   | —   | —   | —   | —   | —   | —   | —   | —   |

| №  | Спортсмен           | Очки | Пок | Пок | Пок | Хох | Хох | Нов | Нов | Нов | Обе | Обе | Руп | Руп | Ант | Ант | Ант | Кан | Сол | Сол | Эст | Эст | Эст | Эст | Хол | Хол | Хол |
| №  | Спортсмен           | Очки | ИГ  | Спр | ГП  | Спр | ГП  | Спр | ГП  | МС  | Спр | ГП  | Спр | МС  | Спр | ГП  | МС  | ИГ  | Спр | ГП  | Спр | ГП  | ИГ  | МС  | Спр | ГП  | МС  |
| -- | ------------------- | ---- | --- | --- | --- | --- | --- | --- | --- | --- | --- | --- | --- | --- | --- | --- | --- | --- | --- | --- | --- | --- | --- | --- | --- | --- | --- |
| 35 | Анастасия Меркушина | 213  | 16  | 46  | 37  | 69  | —   | 14  | 22  | 23  | 35  | 19  | 67  | —   | 35  | 35  | —   | —   | —   | —   | 28  | 15  | 10  | 25  | 57  | 50  | —   |
| 37 | Юлия Джима          | 187  | 1   | 20  | 24  | —   | —   | 41  | 49  | 20  | 68  | —   | 73  | —   | —   | —   | —   | 42  | 10  | 33  | 54  | DNS | 12  | —   | —   | —   | —   |
| 44 | Елена Пидгрушная    | 146  | 15  | 7   | 27  | 27  | DNF | 13  | DNF | 18  | —   | —   | 97  | —   | DNF | —   | —   | 36  | —   | —   | —   | —   | —   | —   | —   | —   | —   |
| 46 | Вита Семеренко      | 139  | 41  | —   | —   | 53  | DNS | 7   | 31  | 29  | 6   | 26  | 29  | —   | 78  | —   | —   | —   | —   | —   | 76  | —   | —   | —   | 28  | 30  | —   |
| 48 | Валя Семеренко      | 117  | —   | 25  | DNF | 57  | DNS | 15  | 7   | 24  | 65  | —   | 59  | —   | 60  | DNS | —   | —   | —   | —   | 29  | 38  | 36  | —   | 55  | 36  | —   |
| 70 | Юлия Журавок        | 48   | 20  | 85  | —   | —   | —   | —   | —   | —   | 86  | —   | —   | —   | 82  | —   | —   | 45  | —   | —   | —   | —   | 14  | —   | —   | —   | —   |
| 77 | Яна Бондарь         | 37   | —   | —   | —   | —   | —   | —   | —   | —   | —   | —   | —   | —   | —   | —   | —   | 27  | 18  | 48  | —   | —   | —   | —   | 48  | LAP | —   |
|    | Надежда Белкина     | 0    | —   | —   | —   | —   | —   | —   | —   | —   | —   | —   | —   | —   | —   | —   | —   | 41  | 54  | DNS | —   | —   | —   | —   | 77  | —   | —   |
|    | Ольга Абрамова      | 0    | —   | —   | —   | 63  | —   | —   | —   | —   | —   | —   | —   | —   | —   | —   | —   | —   | —   | —   | —   | —   | —   | —   | —   | —   | —   |
|    | Мария Кручова       | 0    | —   | —   | —   | —   | —   | —   | —   | —   | —   | —   | —   | —   | —   | —   | —   | —   | —   | 73  | —   | —   | —   | —   | —   | —   | —   |
|    | Анна Кривонос       | 0    | —   | —   | —   | —   | —   | —   | —   | —   | —   | —   | —   | —   | —   | —   | —   | —   | —   | —   | —   | —   | —   | —   | 74  | —   | —   |
|    | Екатерина Бех       | 0    | —   | —   | —   | —   | —   | —   | —   | —   | —   | —   | —   | —   | —   | —   | —   | —   | —   | —   | —   | —   | —   | —   | 93  | —   | —   |

| Пок ОСЭ/СЭ           | Пок ОСЭ/СЭ                                | Хох Эст                                             | Хох Эст                             | Обе Эст                                  | Обе Эст                             | Руп Эст                            | Руп Эст                                           | Кан Эст                          | Кан Эст                           | Сол ОСЭ/СЭ         | Сол ОСЭ/СЭ                        | Эст СЭ/ОСЭ/Эст                             | Эст СЭ/ОСЭ/Эст         | Эст СЭ/ОСЭ/Эст                                 | Эст СЭ/ОСЭ/Эст                     |
| -------------------- | ----------------------------------------- | --------------------------------------------------- | ----------------------------------- | ---------------------------------------- | ----------------------------------- | ---------------------------------- | ------------------------------------------------- | -------------------------------- | --------------------------------- | ------------------ | --------------------------------- | ------------------------------------------ | ---------------------- | ---------------------------------------------- | ---------------------------------- |
| 03 Меркушина Тищенко | 09 Ви. Семеренко Пидгрушная Семенов Прима | 08 Меркушина Ви. Семеренко Ва. Семеренко Пидгрушная | 016 Тищенко Прима Семенов Пидручный | 08 Журавок Джима Ви. Семеренко Меркушина | 0LAP Прима Семенов Ткаленко Тищенко | 07 Прима Семенов Тищенко Пидручный | 015 Меркушина Ва. Семеренко Журавок Ви. Семеренко | 07 Прима Семенов Лесюк Пидручный | 014 Журавок Джима Белкина Бондарь | 06 Пидручный Джима | 014 Тищенко Лесюк Бондарь Белкина | 07 Меркушина Ви. Семеренко Прима Пидручный | 05 Меркушина Пидручный | 03 Меркушина Ви. Семеренко Джима Ва. Семеренко | 012 Прима Семенов Тищенко Ткаленко |

| №   | Спортсмен          | Очки | Идр | Идр | Идр | Вал | Вал | Обе | Обе | Обе | Душ | Душ | Арб | Арб | Арб | Лен | Лен | Рау | Рау | Рау | Оте | Оте | Мар | Мар | Мар |
| №   | Спортсмен          | Очки | Спр | Спр | ГП  | Спр | ГП  | ИГ  | СС  | Спр | Спр | Спр | ИГ  | Спр | ГП  | Спр | ГП  | ИГ  | Спр | ГП  | СС  | Спр | Спр | Спр | М60 |
| --- | ------------------ | ---- | --- | --- | --- | --- | --- | --- | --- | --- | --- | --- | --- | --- | --- | --- | --- | --- | --- | --- | --- | --- | --- | --- | --- |
| 23  | Антон Дудченко     | 241  | 18  | 23  | 36  | 22  | 26  | 8   | DNQ | 27  | 25  | 50  | 33  | 49  | 40  | 34  | 28  | 26  | —   | —   | DNQ | 49  | 15  | 30  | 25  |
| 27  | Тарас Лесюк        | 203  | 57  | 17  | 35  | 40  | 30  | 46  | DNQ | 62  | 12  | 15  | 19  | 63  | —   | —   | —   | DNS | 90  | —   | DNQ | 12  | 20  | 19  | 28  |
| 46  | Руслан Ткаленко    | 147  | —   | —   | —   | —   | —   | —   | DNQ | 9   | —   | —   | 27  | 26  | 21  | —   | —   | 11  | 33  | 15  | —   | —   | —   | —   | —   |
| 50  | Виталий Труш       | 144  | 24  | 31  | 20  | 70  | —   | DNS | DNQ | 77  | 27  | 35  | 21  | 60  | DNS | 39  | DNS | —   | —   | —   | 13  | 15  | —   | —   | —   |
| 96  | Виталий Кильчицкий | 57   | —   | —   | —   | —   | —   | 7   | DNQ | 35  | 69  | —   | 42  | —   | —   | 27  | 40  | —   | —   | —   | —   | —   | —   | —   | —   |
| 118 | Андрей Доценко     | 39   | 46  | 32  | 33  | 69  | —   | 38  | —   | —   | —   | 45  | —   | 28  | 51  | 63  | —   | —   | —   | —   | DNQ | —   | 44  | 47  | 35  |
| 119 | Артем Прима        | 37   | —   | —   | —   | —   | —   | —   | —   | —   | —   | —   | —   | —   | —   | —   | —   | 33  | 26  | 27  | —   | —   | —   | —   | —   |
| 120 | Сергей Семенов     | 36   | —   | —   | —   | —   | —   | —   | —   | —   | —   | —   | —   | —   | —   | —   | —   | 9   | 41  | 37  | —   | —   | —   | —   | —   |
| 133 | Дмитрий Пидручный  | 23   | —   | —   | —   | —   | —   | —   | —   | —   | —   | —   | —   | —   | —   | —   | —   | DNS | 18  | DNS | —   | —   | —   | —   | —   |
| 135 | Богдан Цымбал      | 23   | 34  | 58  | DNS | 32  | 38  | —   | —   | —   | 67  | 37  | —   | —   | —   | —   | —   | —   | —   | —   | —   | —   | —   | —   | —   |
| 146 | Антон Мигда        | 16   | —   | —   | —   | —   | —   | —   | —   | —   | —   | —   | —   | —   | —   | —   | —   | —   | —   | —   | 26  | 51  | DNS | 52  | 40  |
| 162 | Максим Ивко        | 9    | —   | —   | —   | —   | —   | —   | —   | —   | —   | —   | —   | —   | —   | —   | —   | —   | —   | —   | —   | 57  | 32  | 48  | 45  |
|     | Артем Тищенко      | 0    | —   | —   | —   | —   | —   | —   | —   | —   | —   | —   | —   | —   | —   | —   | —   | —   | 61  | —   | —   | —   | —   | —   | —   |

| №   | Спортсмен           | Очки | Идр | Идр | Идр | Вал | Вал | Обе | Обе | Обе | Душ | Душ | Арб | Арб | Арб | Лен | Лен | Рау | Рау | Рау | Оте | Оте | Мар | Мар | Мар |
| №   | Спортсмен           | Очки | Спр | Спр | ГП  | Спр | ГП  | ИГ  | СС  | Спр | Спр | Спр | ИГ  | Спр | ГП  | Спр | ГП  | ИГ  | Спр | ГП  | СС  | Спр | Спр | Спр | М60 |
| --- | ------------------- | ---- | --- | --- | --- | --- | --- | --- | --- | --- | --- | --- | --- | --- | --- | --- | --- | --- | --- | --- | --- | --- | --- | --- | --- |
| 5   | Надежда Белкина     | 544  | 28  | 3   | 7   | 3   | 15  | 56  | DNQ | 32  | 10  | 3   | 22  | 32  | 37  | 4   | 9   | DNS | 24  | 19  | 23  | 25  | 8   | 5   | 10  |
| 16  | Юлия Журавок        | 344  | —   | —   | —   | 6   | 4   | 6   | 8   | 25  | —   | —   | 1   | —   | —   | —   | —   | 2   | 32  | DNS | 9   | 21  | —   | —   | —   |
| 20  | Ольга Абрамова      | 306  | 6   | 18  | 18  | 19  | 22  | 34  | DNQ | 28  | DNS | 17  | —   | —   | —   | —   | —   | 47  | —   | —   | DNQ | 15  | 1   | 13  | 19  |
| 23  | Яна Бондарь         | 284  | —   | 41  | 30  | 63  | —   | 61  | 25  | 27  | 23  | 36  | 11  | 30  | 29  | 20  | 20  | —   | 62  | —   | DNQ | 5   | 17  | 4   | 23  |
| 39  | Мария Кручова       | 184  | 27  | 19  | 16  | 52  | DNS | 43  | 30  | 61  | 52  | 35  | 4   | 59  | DNS | 7   | 14  | —   | —   | —   | —   | —   | —   | —   | —   |
| 67  | Анастасия Меркушина | 91   | —   | —   | —   | —   | —   | —   | —   | —   | —   | —   | —   | —   | —   | —   | —   | 18  | 8   | 8   | —   | —   | —   | —   | —   |
| 83  | Валя Семеренко      | 68   | —   | —   | —   | —   | —   | —   | —   | —   | —   | —   | —   | —   | —   | —   | —   | 11  | 31  | 13  | —   | —   | —   | —   | —   |
| 99  | Вита Семеренко      | 49   | —   | —   | —   | —   | —   | —   | —   | —   | —   | —   | —   | —   | —   | —   | —   | 51  | 17  | 16  | —   | —   | —   | —   | —   |
| 113 | Дарья Блашко        | 35   | —   | —   | —   | —   | —   | —   | —   | —   | —   | —   | —   | —   | —   | —   | —   | —   | —   | —   | —   | —   | 37  | 17  | 34  |
| 128 | Анна Кривонос       | 14   | 39  | 40  | 31  | 50  | DNS | 47  | DNQ | 59  | —   | —   | —   | —   | —   | —   | —   | —   | —   | —   | —   | —   | —   | —   | —   |
|     | Валерия Дмитренко   | 0    | 51  | 68  | —   | —   | —   | —   | —   | —   | —   | —   | —   | —   | —   | —   | —   | —   | —   | —   | —   | —   | —   | —   | —   |

| №   | Спортсмен          | Очки | Идр | Идр | Идр | Вал | Вал | Обе | Обе | Обе | Душ | Душ | Арб | Арб | Арб | Лен | Лен | Рау | Рау | Рау | Оте | Оте | Мар | Мар | Мар |
| №   | Спортсмен          | Очки | Спр | Спр | ГП  | Спр | ГП  | ИГ  | СС  | Спр | Спр | Спр | ИГ  | Спр | ГП  | Спр | ГП  | ИГ  | Спр | ГП  | СС  | Спр | Спр | Спр | М60 |
| --- | ------------------ | ---- | --- | --- | --- | --- | --- | --- | --- | --- | --- | --- | --- | --- | --- | --- | --- | --- | --- | --- | --- | --- | --- | --- | --- |
| 23  | Антон Дудченко     | 241  | 18  | 23  | 36  | 22  | 26  | 8   | DNQ | 27  | 25  | 50  | 33  | 49  | 40  | 34  | 28  | 26  | —   | —   | DNQ | 49  | 15  | 30  | 25  |
| 27  | Тарас Лесюк        | 203  | 57  | 17  | 35  | 40  | 30  | 46  | DNQ | 62  | 12  | 15  | 19  | 63  | —   | —   | —   | DNS | 90  | —   | DNQ | 12  | 20  | 19  | 28  |
| 46  | Руслан Ткаленко    | 147  | —   | —   | —   | —   | —   | —   | DNQ | 9   | —   | —   | 27  | 26  | 21  | —   | —   | 11  | 33  | 15  | —   | —   | —   | —   | —   |
| 50  | Виталий Труш       | 144  | 24  | 31  | 20  | 70  | —   | DNS | DNQ | 77  | 27  | 35  | 21  | 60  | DNS | 39  | DNS | —   | —   | —   | 13  | 15  | —   | —   | —   |
| 96  | Виталий Кильчицкий | 57   | —   | —   | —   | —   | —   | 7   | DNQ | 35  | 69  | —   | 42  | —   | —   | 27  | 40  | —   | —   | —   | —   | —   | —   | —   | —   |
| 118 | Андрей Доценко     | 39   | 46  | 32  | 33  | 69  | —   | 38  | —   | —   | —   | 45  | —   | 28  | 51  | 63  | —   | —   | —   | —   | DNQ | —   | 44  | 47  | 35  |
| 119 | Артем Прима        | 37   | —   | —   | —   | —   | —   | —   | —   | —   | —   | —   | —   | —   | —   | —   | —   | 33  | 26  | 27  | —   | —   | —   | —   | —   |
| 120 | Сергей Семенов     | 36   | —   | —   | —   | —   | —   | —   | —   | —   | —   | —   | —   | —   | —   | —   | —   | 9   | 41  | 37  | —   | —   | —   | —   | —   |
| 133 | Дмитрий Пидручный  | 23   | —   | —   | —   | —   | —   | —   | —   | —   | —   | —   | —   | —   | —   | —   | —   | DNS | 18  | DNS | —   | —   | —   | —   | —   |
| 135 | Богдан Цымбал      | 23   | 34  | 58  | DNS | 32  | 38  | —   | —   | —   | 67  | 37  | —   | —   | —   | —   | —   | —   | —   | —   | —   | —   | —   | —   | —   |
| 146 | Антон Мигда        | 16   | —   | —   | —   | —   | —   | —   | —   | —   | —   | —   | —   | —   | —   | —   | —   | —   | —   | —   | 26  | 51  | DNS | 52  | 40  |
| 162 | Максим Ивко        | 9    | —   | —   | —   | —   | —   | —   | —   | —   | —   | —   | —   | —   | —   | —   | —   | —   | —   | —   | —   | 57  | 32  | 48  | 45  |
|     | Артем Тищенко      | 0    | —   | —   | —   | —   | —   | —   | —   | —   | —   | —   | —   | —   | —   | —   | —   | —   | 61  | —   | —   | —   | —   | —   | —   |

| №   | Спортсмен           | Очки | Идр | Идр | Идр | Вал | Вал | Обе | Обе | Обе | Душ | Душ | Арб | Арб | Арб | Лен | Лен | Рау | Рау | Рау | Оте | Оте | Мар | Мар | Мар |
| №   | Спортсмен           | Очки | Спр | Спр | ГП  | Спр | ГП  | ИГ  | СС  | Спр | Спр | Спр | ИГ  | Спр | ГП  | Спр | ГП  | ИГ  | Спр | ГП  | СС  | Спр | Спр | Спр | М60 |
| --- | ------------------- | ---- | --- | --- | --- | --- | --- | --- | --- | --- | --- | --- | --- | --- | --- | --- | --- | --- | --- | --- | --- | --- | --- | --- | --- |
| 5   | Надежда Белкина     | 544  | 28  | 3   | 7   | 3   | 15  | 56  | DNQ | 32  | 10  | 3   | 22  | 32  | 37  | 4   | 9   | DNS | 24  | 19  | 23  | 25  | 8   | 5   | 10  |
| 16  | Юлия Журавок        | 344  | —   | —   | —   | 6   | 4   | 6   | 8   | 25  | —   | —   | 1   | —   | —   | —   | —   | 2   | 32  | DNS | 9   | 21  | —   | —   | —   |
| 20  | Ольга Абрамова      | 306  | 6   | 18  | 18  | 19  | 22  | 34  | DNQ | 28  | DNS | 17  | —   | —   | —   | —   | —   | 47  | —   | —   | DNQ | 15  | 1   | 13  | 19  |
| 23  | Яна Бондарь         | 284  | —   | 41  | 30  | 63  | —   | 61  | 25  | 27  | 23  | 36  | 11  | 30  | 29  | 20  | 20  | —   | 62  | —   | DNQ | 5   | 17  | 4   | 23  |
| 39  | Мария Кручова       | 184  | 27  | 19  | 16  | 52  | DNS | 43  | 30  | 61  | 52  | 35  | 4   | 59  | DNS | 7   | 14  | —   | —   | —   | —   | —   | —   | —   | —   |
| 67  | Анастасия Меркушина | 91   | —   | —   | —   | —   | —   | —   | —   | —   | —   | —   | —   | —   | —   | —   | —   | 18  | 8   | 8   | —   | —   | —   | —   | —   |
| 83  | Валя Семеренко      | 68   | —   | —   | —   | —   | —   | —   | —   | —   | —   | —   | —   | —   | —   | —   | —   | 11  | 31  | 13  | —   | —   | —   | —   | —   |
| 99  | Вита Семеренко      | 49   | —   | —   | —   | —   | —   | —   | —   | —   | —   | —   | —   | —   | —   | —   | —   | 51  | 17  | 16  | —   | —   | —   | —   | —   |
| 113 | Дарья Блашко        | 35   | —   | —   | —   | —   | —   | —   | —   | —   | —   | —   | —   | —   | —   | —   | —   | —   | —   | —   | —   | —   | 37  | 17  | 34  |
| 128 | Анна Кривонос       | 14   | 39  | 40  | 31  | 50  | DNS | 47  | DNQ | 59  | —   | —   | —   | —   | —   | —   | —   | —   | —   | —   | —   | —   | —   | —   | —   |
|     | Валерия Дмитренко   | 0    | 51  | 68  | —   | —   | —   | —   | —   | —   | —   | —   | —   | —   | —   | —   | —   | —   | —   | —   | —   | —   | —   | —   | —   |

| №   | Спортсмен             | Категория | Очки | Лен | Лен | Пре | Пре | Оср | Оср | Оср | Шуш | Шуш | Шуш | Шуш | Шуш |
| №   | Спортсмен             | Категория | Очки | ИГ  | Спр | Спр | ГП  | ИГ  | Спр | ГП  | Спр | Спр | ИГ  | Спр | ГП  |
| --- | --------------------- | --------- | ---- | --- | --- | --- | --- | --- | --- | --- | --- | --- | --- | --- | --- |
| 9   | Богдан Цымбал         | U-22      | 231  | —   | —   | —   | —   | 37  | 4   | 9   | 6   | 8   | 23  | 17  | 6   |
| 40  | Руслан Бригадир       | U-22      | 92   | 24  | 20  | 26  | 33  | —   | 28  | 34  | DNS | DNS | 30  | 64  | —   |
| 52  | Владислав Кошовец     | U-22      | 69   | 36  | 31  | 39  | 19  | —   | —   | —   | 22  | 30  | 61  | DNS | —   |
| 58  | Евгений Ивченко       | U-22      | 63   | 20  | 35  | 77  | —   | 43  | 18  | 30  | 58  | 39  | DNS | DNS | —   |
| 84  | Сергей Телень         | U-22      | 36   | 17  | 62  | 43  | 29  | 67  | 55  | 55  | 50  | 56  | 73  | 67  | —   |
| 95  | Роман Боровик         | U-19      | 27   | —   | —   | —   | —   | 11  | 47  | 24  | 29  | 26  | 48  | 102 | —   |
| 100 | Юрий Сытник           | U-22      | 22   | 77  | 22  | 44  | 52  | 72  | —   | —   | 87  | 74  | 39  | 40  | 54  |
| 127 | Владислав Романчич    | U-19      | 4    | 37  | —   | 71  | —   | 65  | 26  | 19  | —   | —   | —   | —   | —   |
|     | Дмитрий Грущак        | U-19      | 0    | —   | —   | —   | —   | —   | 56  | 51  | —   | —   | —   | —   | —   |
|     | Максим Заровный       | U-19      | 0    | —   | —   | —   | —   | 60  | 78  | —   | —   | —   | —   | —   | —   |
|     | Александр Пономаренко | U-22      | 0    | —   | DNS | 75  | —   | —   | —   | —   | —   | —   | —   | —   | —   |
|     | Арсен Бочок           | U-19      | 0    | —   | —   | —   | —   | 84  | —   | —   | —   | —   | —   | —   | —   |

| №   | Спортсмен            | Категория | Очки | Лен | Лен | Пре | Пре | Оср | Оср | Оср | Шуш | Шуш | Шуш | Шуш | Шуш |
| №   | Спортсмен            | Категория | Очки | ИГ  | Спр | Спр | ГП  | ИГ  | Спр | ГП  | Спр | Спр | ИГ  | Спр | ГП  |
| --- | -------------------- | --------- | ---- | --- | --- | --- | --- | --- | --- | --- | --- | --- | --- | --- | --- |
| 4   | Екатерина Бех        | U-22      | 367  | 25  | 8   | 11  | 5   | 12  | 1   | 1   | 19  | 5   | 40  | 19  | 11  |
| 9   | Анна Кривонос        | U-22      | 251  | —   | —   | —   | —   | 16  | 10  | 17  | 3   | 9   | 5   | 16  | 15  |
| 60  | Анна Коваленко       | U-22      | 63   | 39  | 25  | 33  | 46  | —   | 53  | 35  | 75  | 19  | 33  | 48  | 53  |
| 67  | Оксана Москаленко    | U-19      | 53   | 51  | 67  | 18  | 11  | 14  | 15  | 8   | —   | —   | —   | —   | —   |
| 68  | Оксана Сигети        | U-22      | 53   | 14  | 34  | 44  | 22  | 89  | —   | —   | —   | —   | —   | —   | —   |
| 74  | Валерия Дмитренко    | U-22      | 49   | —   | —   | —   | —   | 55  | 19  | 29  | 41  | 48  | 27  | 55  | 40  |
| 90  | Кристина Дмитренко   | U-19      | 23   | 21  | 52  | 41  | DNS | —   | —   | —   | 38  | 56  | 54  | 49  | 44  |
| 101 | Любовь Кипяченкова   | U-19      | 14   | 57  | 27  | 48  | 47  | —   | —   | —   | 56  | 67  | 41  | 56  | DNS |
|     | Юлия Городна         | U-19      | 0    | —   | —   | —   | —   | 35  | 30  | 14  | —   | —   | —   | —   | —   |
|     | Анастасия Рассказова | U-22      | 0    | —   | —   | —   | —   | —   | —   | —   | 81  | 86  | 55  | 51  | 49  |
|     | Татьяна Продан       | U-19      | 0    | —   | —   | —   | —   | 64  | 77  | —   | —   | —   | —   | —   | —   |
|     | Екатерина Свинаренко | U-19      | 0    | —   | DNS | 65  | —   | 67  | —   | —   | —   | —   | —   | —   | —   |
|     | Анна Квачан          | U-19      | 0    | —   | —   | —   | —   | —   | 79  | —   | —   | —   | —   | —   | —   |

| №   | Спортсмен             | Категория | Очки | Лен | Лен | Пре | Пре | Оср | Оср | Оср | Шуш | Шуш | Шуш | Шуш | Шуш |
| №   | Спортсмен             | Категория | Очки | ИГ  | Спр | Спр | ГП  | ИГ  | Спр | ГП  | Спр | Спр | ИГ  | Спр | ГП  |
| --- | --------------------- | --------- | ---- | --- | --- | --- | --- | --- | --- | --- | --- | --- | --- | --- | --- |
| 9   | Богдан Цымбал         | U-22      | 231  | —   | —   | —   | —   | 37  | 4   | 9   | 6   | 8   | 23  | 17  | 6   |
| 40  | Руслан Бригадир       | U-22      | 92   | 24  | 20  | 26  | 33  | —   | 28  | 34  | DNS | DNS | 30  | 64  | —   |
| 52  | Владислав Кошовец     | U-22      | 69   | 36  | 31  | 39  | 19  | —   | —   | —   | 22  | 30  | 61  | DNS | —   |
| 58  | Евгений Ивченко       | U-22      | 63   | 20  | 35  | 77  | —   | 43  | 18  | 30  | 58  | 39  | DNS | DNS | —   |
| 84  | Сергей Телень         | U-22      | 36   | 17  | 62  | 43  | 29  | 67  | 55  | 55  | 50  | 56  | 73  | 67  | —   |
| 95  | Роман Боровик         | U-19      | 27   | —   | —   | —   | —   | 11  | 47  | 24  | 29  | 26  | 48  | 102 | —   |
| 100 | Юрий Сытник           | U-22      | 22   | 77  | 22  | 44  | 52  | 72  | —   | —   | 87  | 74  | 39  | 40  | 54  |
| 127 | Владислав Романчич    | U-19      | 4    | 37  | —   | 71  | —   | 65  | 26  | 19  | —   | —   | —   | —   | —   |
|     | Дмитрий Грущак        | U-19      | 0    | —   | —   | —   | —   | —   | 56  | 51  | —   | —   | —   | —   | —   |
|     | Максим Заровный       | U-19      | 0    | —   | —   | —   | —   | 60  | 78  | —   | —   | —   | —   | —   | —   |
|     | Александр Пономаренко | U-22      | 0    | —   | DNS | 75  | —   | —   | —   | —   | —   | —   | —   | —   | —   |
|     | Арсен Бочок           | U-19      | 0    | —   | —   | —   | —   | 84  | —   | —   | —   | —   | —   | —   | —   |

| №   | Спортсмен            | Категория | Очки | Лен | Лен | Пре | Пре | Оср | Оср | Оср | Шуш | Шуш | Шуш | Шуш | Шуш |
| №   | Спортсмен            | Категория | Очки | ИГ  | Спр | Спр | ГП  | ИГ  | Спр | ГП  | Спр | Спр | ИГ  | Спр | ГП  |
| --- | -------------------- | --------- | ---- | --- | --- | --- | --- | --- | --- | --- | --- | --- | --- | --- | --- |
| 4   | Екатерина Бех        | U-22      | 367  | 25  | 8   | 11  | 5   | 12  | 1   | 1   | 19  | 5   | 40  | 19  | 11  |
| 9   | Анна Кривонос        | U-22      | 251  | —   | —   | —   | —   | 16  | 10  | 17  | 3   | 9   | 5   | 16  | 15  |
| 60  | Анна Коваленко       | U-22      | 63   | 39  | 25  | 33  | 46  | —   | 53  | 35  | 75  | 19  | 33  | 48  | 53  |
| 67  | Оксана Москаленко    | U-19      | 53   | 51  | 67  | 18  | 11  | 14  | 15  | 8   | —   | —   | —   | —   | —   |
| 68  | Оксана Сигети        | U-22      | 53   | 14  | 34  | 44  | 22  | 89  | —   | —   | —   | —   | —   | —   | —   |
| 74  | Валерия Дмитренко    | U-22      | 49   | —   | —   | —   | —   | 55  | 19  | 29  | 41  | 48  | 27  | 55  | 40  |
| 90  | Кристина Дмитренко   | U-19      | 23   | 21  | 52  | 41  | DNS | —   | —   | —   | 38  | 56  | 54  | 49  | 44  |
| 101 | Любовь Кипяченкова   | U-19      | 14   | 57  | 27  | 48  | 47  | —   | —   | —   | 56  | 67  | 41  | 56  | DNS |
|     | Юлия Городна         | U-19      | 0    | —   | —   | —   | —   | 35  | 30  | 14  | —   | —   | —   | —   | —   |
|     | Анастасия Рассказова | U-22      | 0    | —   | —   | —   | —   | —   | —   | —   | 81  | 86  | 55  | 51  | 49  |
|     | Татьяна Продан       | U-19      | 0    | —   | —   | —   | —   | 64  | 77  | —   | —   | —   | —   | —   | —   |
|     | Екатерина Свинаренко | U-19      | 0    | —   | DNS | 65  | —   | 67  | —   | —   | —   | —   | —   | —   | —   |
|     | Анна Квачан          | U-19      | 0    | —   | —   | —   | —   | —   | 79  | —   | —   | —   | —   | —   | —   |

| №  | Спортсмен         | Очки | Эст | Эст | Эст | Эст | Эст | Хох | Хох | Хох | Анс | Анс | Анс | Обе | Обе | Обе | Руп | Руп | Руп | Ант | Ант | Ант | Кон | Кон | Кон | Кон | Хол | Хол | Хол |
| №  | Спортсмен         | Очки | ОЭ  | СЭ  | Инд | Спр | Прс | Спр | Прс | Эст | Спр | Прс | МС  | Спр | Прс | Эст | Инд | Эст | МС  | Спр | Прс | МС  | Спр | ОЭ  | СЭ  | МС  | Спр | Эст | Прс |
| -- | ----------------- | ---- | --- | --- | --- | --- | --- | --- | --- | --- | --- | --- | --- | --- | --- | --- | --- | --- | --- | --- | --- | --- | --- | --- | --- | --- | --- | --- | --- |
| 36 | Дмитрий Пидручный | 126  | 6   | —   | —   | 75  | —   | 12  | 18  | 6   | —   | —   | —   | 10  | 5   | 11  | 41  | 15  | —   | 44  | 38  | —   | 61  | —   | 2   | —   |     |     |     |
| 43 | Артем Прима       | 91   | —   | 10  | 23  | 50  | 24  | —   | —   | 6   | —   | —   | —   | 16  | 25  | 11  | 26  | 15  | —   | 83  | —   | —   | 56  | —   | 2   | —   |     |     |     |
| 66 | Владимир Семаков  | 34   | —   | —   | 78  | 61  | —   | 36  | DNS | 6   | —   | —   | —   | 43  | DNS | 11  | 58  | 15  | —   | 12  | 41  | —   | 52  | —   | —   | —   |     |     |     |
| 75 | Сергей Семенов    | 17   | —   | 10  | 24  | 67  | —   | 55  | 53  | 6   | —   | —   | —   | —   | —   | —   | —   | 15  | —   | —   | —   | —   | —   | —   | —   | —   | —   | —   | —   |
| 73 | Руслан Ткаленко   | 10   | —   | —   | 82  | 93  | —   | 37  | 35  | —   | 60  | 56  | —   | 81  | —   | —   | 80  | —   | —   | 88  | —   | —   | 73  | —   | —   | —   |     |     |     |
|    | Артем Тищенко     | 0    | —   | —   | —   | —   | —   | —   | —   | —   | 79  | —   | —   | 53  | DNS | 11  | 49  | —   | —   | 85  | —   | —   | 78  | 4   | —   | —   |     |     |     |
|    | Александр Жирный  | 0    | —   | —   | 97  | —   | —   | 69  | —   | —   | 78  | —   | —   | —   | —   | —   | —   | —   | —   | —   | —   | —   | —   | —   | —   | —   | —   | —   | —   |
|    | Максим Ивко       | 0    | —   | —   | —   | —   | —   | —   | —   | —   | 89  | —   | —   | —   | —   | —   | —   | —   | —   | —   | —   | —   | —   | —   | —   | —   | —   | —   | —   |
|    | Андрей Доценко    | 0    | —   | —   | —   | —   | —   | —   | —   | —   | 98  | —   | —   | —   | —   | —   | —   | —   | —   | —   | —   | —   | —   | —   | —   | —   | —   | —   | —   |

| №  | Спортсмен           | Очки | Эст | Эст | Эст | Эст | Эст | Хох | Хох | Хох | Анс | Анс | Анс | Обе | Обе | Обе | Руп | Руп | Руп | Ант | Ант | Ант | Кон | Кон | Кон | Кон | Хол | Хол | Хол | Тюм | Тюм | Тюм |
| №  | Спортсмен           | Очки | ОЭ  | СЭ  | Инд | Спр | Прс | Спр | Прс | Эст | Спр | Прс | МС  | Спр | Прс | Эст | Инд | Эст | МС  | Спр | Прс | МС  | Спр | ОЭ  | СЭ  | МС  | Спр | Эст | Прс | Спр | Прс | МС  |
| -- | ------------------- | ---- | --- | --- | --- | --- | --- | --- | --- | --- | --- | --- | --- | --- | --- | --- | --- | --- | --- | --- | --- | --- | --- | --- | --- | --- | --- | --- | --- | --- | --- | --- |
| 6  | Юлия Джима          | 296  | —   | —   | 3   | 3   | 21  | 20  | 6   | 2   | 27  | DNS | 7   | 42  | 13  | 5   | 4   | 11  |     |     |     |     |     |     |     |     |     |     |     |     |     |     |
| 7  | Вита Семеренко      | 285  | 6   | —   | 40  | 21  | 18  | 4   | 16  | 2   | 3   | 8   | 17  | 22  | 3   | 5   | —   | 11  |     |     |     |     |     |     |     |     |     |     |     |     |     |     |
| 12 | Валя Семеренко      | 268  | —   | 10  | 4   | 22  | 16  | 17  | 18  | 2   | 7   | 9   | 15  | DNS | —   | —   | 5   | 11  |     |     |     |     |     |     |     |     |     |     |     |     |     |     |
| 29 | Анастасия Меркушина | 123  | —   | —   | 37  | 34  | 25  | 24  | 22  | —   | 45  | 28  | —   | 32  | 25  | 5   | 19  | 11  |     |     |     |     |     |     |     |     |     |     |     |     |     |     |
| 37 | Елена Пидгрушная    | 96   | —   | 10  | 58  | 28  | 9   | 63  | —   | 2   | 49  | 30  | —   | 25  | 17  | 5   | DNF | —   | —   |     |     |     |     |     |     |     |     |     |     |     |     |     |
| 43 | Ирина Варвинец      | 68   | —   | —   | 28  | 73  | —   | 31  | 15  | —   | 61  | —   | —   | 58  | 56  | —   | 22  | —   | —   |     |     |     |     |     |     |     |     |     |     |     |     |     |
|    | Юлия Журавок        | 0    | —   | —   | —   | —   | —   | —   | —   | —   | —   | —   | —   | —   | —   | —   | 62  | —   | —   |     |     |     |     |     |     |     |     |     |     |     |     |     |

| №  | Спортсмен         | Очки | Эст | Эст | Эст | Эст | Эст | Хох | Хох | Хох | Анс | Анс | Анс | Обе | Обе | Обе | Руп | Руп | Руп | Ант | Ант | Ант | Кон | Кон | Кон | Кон | Хол | Хол | Хол |
| №  | Спортсмен         | Очки | ОЭ  | СЭ  | Инд | Спр | Прс | Спр | Прс | Эст | Спр | Прс | МС  | Спр | Прс | Эст | Инд | Эст | МС  | Спр | Прс | МС  | Спр | ОЭ  | СЭ  | МС  | Спр | Эст | Прс |
| -- | ----------------- | ---- | --- | --- | --- | --- | --- | --- | --- | --- | --- | --- | --- | --- | --- | --- | --- | --- | --- | --- | --- | --- | --- | --- | --- | --- | --- | --- | --- |
| 36 | Дмитрий Пидручный | 126  | 6   | —   | —   | 75  | —   | 12  | 18  | 6   | —   | —   | —   | 10  | 5   | 11  | 41  | 15  | —   | 44  | 38  | —   | 61  | —   | 2   | —   |     |     |     |
| 43 | Артем Прима       | 91   | —   | 10  | 23  | 50  | 24  | —   | —   | 6   | —   | —   | —   | 16  | 25  | 11  | 26  | 15  | —   | 83  | —   | —   | 56  | —   | 2   | —   |     |     |     |
| 66 | Владимир Семаков  | 34   | —   | —   | 78  | 61  | —   | 36  | DNS | 6   | —   | —   | —   | 43  | DNS | 11  | 58  | 15  | —   | 12  | 41  | —   | 52  | —   | —   | —   |     |     |     |
| 75 | Сергей Семенов    | 17   | —   | 10  | 24  | 67  | —   | 55  | 53  | 6   | —   | —   | —   | —   | —   | —   | —   | 15  | —   | —   | —   | —   | —   | —   | —   | —   | —   | —   | —   |
| 73 | Руслан Ткаленко   | 10   | —   | —   | 82  | 93  | —   | 37  | 35  | —   | 60  | 56  | —   | 81  | —   | —   | 80  | —   | —   | 88  | —   | —   | 73  | —   | —   | —   |     |     |     |
|    | Артем Тищенко     | 0    | —   | —   | —   | —   | —   | —   | —   | —   | 79  | —   | —   | 53  | DNS | 11  | 49  | —   | —   | 85  | —   | —   | 78  | 4   | —   | —   |     |     |     |
|    | Александр Жирный  | 0    | —   | —   | 97  | —   | —   | 69  | —   | —   | 78  | —   | —   | —   | —   | —   | —   | —   | —   | —   | —   | —   | —   | —   | —   | —   | —   | —   | —   |
|    | Максим Ивко       | 0    | —   | —   | —   | —   | —   | —   | —   | —   | 89  | —   | —   | —   | —   | —   | —   | —   | —   | —   | —   | —   | —   | —   | —   | —   | —   | —   | —   |
|    | Андрей Доценко    | 0    | —   | —   | —   | —   | —   | —   | —   | —   | 98  | —   | —   | —   | —   | —   | —   | —   | —   | —   | —   | —   | —   | —   | —   | —   | —   | —   | —   |

| №  | Спортсмен           | Очки | Эст | Эст | Эст | Эст | Эст | Хох | Хох | Хох | Анс | Анс | Анс | Обе | Обе | Обе | Руп | Руп | Руп | Ант | Ант | Ант | Кон | Кон | Кон | Кон | Хол | Хол | Хол | Тюм | Тюм | Тюм |
| №  | Спортсмен           | Очки | ОЭ  | СЭ  | Инд | Спр | Прс | Спр | Прс | Эст | Спр | Прс | МС  | Спр | Прс | Эст | Инд | Эст | МС  | Спр | Прс | МС  | Спр | ОЭ  | СЭ  | МС  | Спр | Эст | Прс | Спр | Прс | МС  |
| -- | ------------------- | ---- | --- | --- | --- | --- | --- | --- | --- | --- | --- | --- | --- | --- | --- | --- | --- | --- | --- | --- | --- | --- | --- | --- | --- | --- | --- | --- | --- | --- | --- | --- |
| 6  | Юлия Джима          | 296  | —   | —   | 3   | 3   | 21  | 20  | 6   | 2   | 27  | DNS | 7   | 42  | 13  | 5   | 4   | 11  |     |     |     |     |     |     |     |     |     |     |     |     |     |     |
| 7  | Вита Семеренко      | 285  | 6   | —   | 40  | 21  | 18  | 4   | 16  | 2   | 3   | 8   | 17  | 22  | 3   | 5   | —   | 11  |     |     |     |     |     |     |     |     |     |     |     |     |     |     |
| 12 | Валя Семеренко      | 268  | —   | 10  | 4   | 22  | 16  | 17  | 18  | 2   | 7   | 9   | 15  | DNS | —   | —   | 5   | 11  |     |     |     |     |     |     |     |     |     |     |     |     |     |     |
| 29 | Анастасия Меркушина | 123  | —   | —   | 37  | 34  | 25  | 24  | 22  | —   | 45  | 28  | —   | 32  | 25  | 5   | 19  | 11  |     |     |     |     |     |     |     |     |     |     |     |     |     |     |
| 37 | Елена Пидгрушная    | 96   | —   | 10  | 58  | 28  | 9   | 63  | —   | 2   | 49  | 30  | —   | 25  | 17  | 5   | DNF | —   | —   |     |     |     |     |     |     |     |     |     |     |     |     |     |
| 43 | Ирина Варвинец      | 68   | —   | —   | 28  | 73  | —   | 31  | 15  | —   | 61  | —   | —   | 58  | 56  | —   | 22  | —   | —   |     |     |     |     |     |     |     |     |     |     |     |     |     |
|    | Юлия Журавок        | 0    | —   | —   | —   | —   | —   | —   | —   | —   | —   | —   | —   | —   | —   | —   | 62  | —   | —   |     |     |     |     |     |     |     |     |     |     |     |     |     |

| №   | Спортсмен         | Очки | Шуш | Шуш | Лен | Лен | Обе | Обе | Оср | Оср | Арб | Арб | Рид | Рид | Рид | Мар | Мар | Ува | Ува | Хан          | Хан          | Хан          |
| №   | Спортсмен         | Очки | Спр | Спр | Спр | ГП  | ИГ  | Спр | Спр | Спр | ИГ  | Спр | ИГ  | Спр | ГП  | Спр | ГП  | ИГ  | Спр | СС           | Спр          | ГП           |
| --- | ----------------- | ---- | --- | --- | --- | --- | --- | --- | --- | --- | --- | --- | --- | --- | --- | --- | --- | --- | --- | ------------ | ------------ | ------------ |
| 49  | Дмитрий Пидручный | 106  | —   | —   | —   | —   | —   | —   | —   | —   | —   | —   | —   | —   | —   | —   | —   | —   |     | Не выступали | Не выступали | Не выступали |
| 50  | Артем Прима       | 105  | —   | —   | —   | —   | —   | —   | —   | —   | —   | —   | —   | —   | —   | —   | —   | —   |     | Не выступали | Не выступали | Не выступали |
| 51  | Андрей Доценко    | 104  | —   | —   | —   | —   | —   | —   | —   | —   | —   | —   | —   | —   | —   | —   | —   | —   |     | Не выступали | Не выступали | Не выступали |
| 70  | Виталий Труш      | 72   | —   | —   | —   | —   | —   | —   | —   | —   | —   | —   | —   | —   | —   | —   | —   | —   |     | Не выступали | Не выступали | Не выступали |
| 73  | Артём Тищенко     | 72   | —   | —   | —   | —   | —   | —   | —   | —   | —   | —   | —   | —   | —   | —   | —   | —   |     | Не выступали | Не выступали | Не выступали |
| 78  | Руслан Ткаленко   | 64   | —   | —   | —   | —   | —   | —   | —   | —   | —   | —   | —   | —   | —   | —   | —   | —   |     | Не выступали | Не выступали | Не выступали |
| 86  | Тарас Лесюк       | 57   | —   | —   | —   | —   | —   | —   | —   | —   | —   | —   | —   | —   | —   | —   | —   | —   |     | Не выступали | Не выступали | Не выступали |
| 89  | Владимир Семаков  | 48   | —   | —   | —   | —   | —   | —   | —   | —   | —   | —   | —   | —   | —   | —   | —   | —   |     | Не выступали | Не выступали | Не выступали |
| 105 | Сергей Семенов    | 38   | —   | —   | —   | —   | —   | —   | —   | —   | —   | —   | —   | —   | —   | —   | —   | —   |     | Не выступали | Не выступали | Не выступали |
| 108 | Антон Мигда       | 33   | —   | —   | —   | —   | —   | —   | —   | —   | —   | —   | —   | —   | —   | —   | —   | —   |     | Не выступали | Не выступали | Не выступали |
| 135 | Антон Дудченко    | 14   | —   | —   | —   | —   | —   | —   | —   | —   | —   | —   | —   | —   | —   | —   | —   | —   |     | Не выступали | Не выступали | Не выступали |
| 141 | Максим Ивко       | 11   | —   | —   | —   | —   | —   | —   | —   | —   | —   | —   | —   | —   | —   | —   | —   | —   |     | Не выступали | Не выступали | Не выступали |
| -   | Александр Жирный  |      | —   | —   | —   | —   | —   | —   | —   | —   | —   | —   | —   | —   | —   | —   | —   | —   |     | Не выступали | Не выступали | Не выступали |

| №   | Спортсмен           | Очки | Шуш | Шуш | Лен | Лен | Обе | Обе | Оср | Оср | Арб | Арб | Рид | Рид | Рид | Мар | Мар | Ува | Ува | Хан          | Хан          | Хан          |
| №   | Спортсмен           | Очки | Спр | Спр | Спр | ГП  | ИГ  | Спр | Спр | Спр | ИГ  | Спр | ИГ  | Спр | ГП  | Спр | ГП  | ИГ  | Спр | СС           | Спр          | ГП           |
| --- | ------------------- | ---- | --- | --- | --- | --- | --- | --- | --- | --- | --- | --- | --- | --- | --- | --- | --- | --- | --- | ------------ | ------------ | ------------ |
| 10  | Юлия Журавок        | 382  | 28  | 30  | 3   | 6   | 8   | 14  | 5   | 15  | —   | —   | 4   | 44  | DNS | —   | —   | 2   | 3   | Не выступали | Не выступали | Не выступали |
| 12  | Ольга Абрамова      | 333  | 29  | 21  | 2   | 12  | 20  | 30  | 58  | 12  | 13  | 12  | 29  | 27  | 40  | 22  | 28  | 13  | 28  | Не выступали | Не выступали | Не выступали |
| 31  | Яна Бондарь         | 203  | 32  | 33  | 28  | 23  | 32  | 40  | 13  | 21  | 41  | 16  | 46  | 23  | 36  | 31  | 31  | 28  | 25  | Не выступали | Не выступали | Не выступали |
| 33  | Мария Панфилова     | 189  | 12  | 24  | 33  | 34  | 27  | 41  | 33  | 25  | 12  | 10  | 64  | 42  | 41  | 19  | 33  | —   | —   | Не выступали | Не выступали | Не выступали |
| 34  | Надежда Белкина     | 186  | 38  | 38  | 29  | 19  | —   | 27  | DNS | 75  | 43  | 53  | 19  | 16  | DNS | 17  | 17  | 35  | 10  | Не выступали | Не выступали | Не выступали |
| 43  | Ирина Варвинец      | 154  | —   | —   | —   | —   | —   | —   | —   | —   | —   | —   | 5   | 1   | 2   | —   | —   | —   | —   | Не выступали | Не выступали | Не выступали |
| 96  | Мария Кручова       | 38   | 53  | —   | 79  | —   | 39  | 70  | 52  | 47  | DNF | 39  | —   | —   | —   | 32  | 16  | —   | —   | Не выступали | Не выступали | Не выступали |
| 101 | Анастасия Меркушина | 31   | —   | 10  | —   | —   | —   | —   | —   | —   | —   | —   | —   | —   | —   | —   | —   | —   | —   | Не выступали | Не выступали | Не выступали |

| №   | Спортсмен         | Очки | Шуш | Шуш | Лен | Лен | Обе | Обе | Оср | Оср | Арб | Арб | Рид | Рид | Рид | Мар | Мар | Ува | Ува | Хан          | Хан          | Хан          |
| №   | Спортсмен         | Очки | Спр | Спр | Спр | ГП  | ИГ  | Спр | Спр | Спр | ИГ  | Спр | ИГ  | Спр | ГП  | Спр | ГП  | ИГ  | Спр | СС           | Спр          | ГП           |
| --- | ----------------- | ---- | --- | --- | --- | --- | --- | --- | --- | --- | --- | --- | --- | --- | --- | --- | --- | --- | --- | ------------ | ------------ | ------------ |
| 49  | Дмитрий Пидручный | 106  | —   | —   | —   | —   | —   | —   | —   | —   | —   | —   | —   | —   | —   | —   | —   | —   |     | Не выступали | Не выступали | Не выступали |
| 50  | Артем Прима       | 105  | —   | —   | —   | —   | —   | —   | —   | —   | —   | —   | —   | —   | —   | —   | —   | —   |     | Не выступали | Не выступали | Не выступали |
| 51  | Андрей Доценко    | 104  | —   | —   | —   | —   | —   | —   | —   | —   | —   | —   | —   | —   | —   | —   | —   | —   |     | Не выступали | Не выступали | Не выступали |
| 70  | Виталий Труш      | 72   | —   | —   | —   | —   | —   | —   | —   | —   | —   | —   | —   | —   | —   | —   | —   | —   |     | Не выступали | Не выступали | Не выступали |
| 73  | Артём Тищенко     | 72   | —   | —   | —   | —   | —   | —   | —   | —   | —   | —   | —   | —   | —   | —   | —   | —   |     | Не выступали | Не выступали | Не выступали |
| 78  | Руслан Ткаленко   | 64   | —   | —   | —   | —   | —   | —   | —   | —   | —   | —   | —   | —   | —   | —   | —   | —   |     | Не выступали | Не выступали | Не выступали |
| 86  | Тарас Лесюк       | 57   | —   | —   | —   | —   | —   | —   | —   | —   | —   | —   | —   | —   | —   | —   | —   | —   |     | Не выступали | Не выступали | Не выступали |
| 89  | Владимир Семаков  | 48   | —   | —   | —   | —   | —   | —   | —   | —   | —   | —   | —   | —   | —   | —   | —   | —   |     | Не выступали | Не выступали | Не выступали |
| 105 | Сергей Семенов    | 38   | —   | —   | —   | —   | —   | —   | —   | —   | —   | —   | —   | —   | —   | —   | —   | —   |     | Не выступали | Не выступали | Не выступали |
| 108 | Антон Мигда       | 33   | —   | —   | —   | —   | —   | —   | —   | —   | —   | —   | —   | —   | —   | —   | —   | —   |     | Не выступали | Не выступали | Не выступали |
| 135 | Антон Дудченко    | 14   | —   | —   | —   | —   | —   | —   | —   | —   | —   | —   | —   | —   | —   | —   | —   | —   |     | Не выступали | Не выступали | Не выступали |
| 141 | Максим Ивко       | 11   | —   | —   | —   | —   | —   | —   | —   | —   | —   | —   | —   | —   | —   | —   | —   | —   |     | Не выступали | Не выступали | Не выступали |
| -   | Александр Жирный  |      | —   | —   | —   | —   | —   | —   | —   | —   | —   | —   | —   | —   | —   | —   | —   | —   |     | Не выступали | Не выступали | Не выступали |

| №   | Спортсмен           | Очки | Шуш | Шуш | Лен | Лен | Обе | Обе | Оср | Оср | Арб | Арб | Рид | Рид | Рид | Мар | Мар | Ува | Ува | Хан          | Хан          | Хан          |
| №   | Спортсмен           | Очки | Спр | Спр | Спр | ГП  | ИГ  | Спр | Спр | Спр | ИГ  | Спр | ИГ  | Спр | ГП  | Спр | ГП  | ИГ  | Спр | СС           | Спр          | ГП           |
| --- | ------------------- | ---- | --- | --- | --- | --- | --- | --- | --- | --- | --- | --- | --- | --- | --- | --- | --- | --- | --- | ------------ | ------------ | ------------ |
| 10  | Юлия Журавок        | 382  | 28  | 30  | 3   | 6   | 8   | 14  | 5   | 15  | —   | —   | 4   | 44  | DNS | —   | —   | 2   | 3   | Не выступали | Не выступали | Не выступали |
| 12  | Ольга Абрамова      | 333  | 29  | 21  | 2   | 12  | 20  | 30  | 58  | 12  | 13  | 12  | 29  | 27  | 40  | 22  | 28  | 13  | 28  | Не выступали | Не выступали | Не выступали |
| 31  | Яна Бондарь         | 203  | 32  | 33  | 28  | 23  | 32  | 40  | 13  | 21  | 41  | 16  | 46  | 23  | 36  | 31  | 31  | 28  | 25  | Не выступали | Не выступали | Не выступали |
| 33  | Мария Панфилова     | 189  | 12  | 24  | 33  | 34  | 27  | 41  | 33  | 25  | 12  | 10  | 64  | 42  | 41  | 19  | 33  | —   | —   | Не выступали | Не выступали | Не выступали |
| 34  | Надежда Белкина     | 186  | 38  | 38  | 29  | 19  | —   | 27  | DNS | 75  | 43  | 53  | 19  | 16  | DNS | 17  | 17  | 35  | 10  | Не выступали | Не выступали | Не выступали |
| 43  | Ирина Варвинец      | 154  | —   | —   | —   | —   | —   | —   | —   | —   | —   | —   | 5   | 1   | 2   | —   | —   | —   | —   | Не выступали | Не выступали | Не выступали |
| 96  | Мария Кручова       | 38   | 53  | —   | 79  | —   | 39  | 70  | 52  | 47  | DNF | 39  | —   | —   | —   | 32  | 16  | —   | —   | Не выступали | Не выступали | Не выступали |
| 101 | Анастасия Меркушина | 31   | —   | 10  | —   | —   | —   | —   | —   | —   | —   | —   | —   | —   | —   | —   | —   | —   | —   | Не выступали | Не выступали | Не выступали |

ИГ — индивидуальная гонка

Спр — спринт

ГП — гонка преследования

СС — суперспринт

МС — масс-старт

М60 — масс-старт 60

Эст — эстафета

СЭ — смешанная эстафета

СМ — одиночная смешанная эстафета (супермикст)

DNS — спортсмен был заявлен, но не стартовал

DNF — спортсмен стартовал, но не финишировал

LAP — спортсмен по ходу гонки (для гонок преследования и масс-стартов) отстал от лидера более чем на круг и был снят с трассы

DSQ — спортсмен дисквалифицирован

— − спортсмен не участвовал в этой гонке

## Выступления на Чемпионатах мира
- Указан лучший результат и его обладатель

| Год                       | Год     | Спринт                                            | Преследование                      | Индивидуальная                                       | Масс старт        | Эстафета                                    | См. эстафета                                 |
| ------------------------- | ------- | ------------------------------------------------- | ---------------------------------- | ---------------------------------------------------- | ----------------- | ------------------------------------------- | -------------------------------------------- |
| Поклюка 2021              | Женщины | 11. Пидгрушная 14. Блашко 37. Джима 50. Семеренко | 7. Пидгрушная 24. Блашко 25. Джима | 13. Меркушина 32. Джима 41. Семеренко 43. Пидгрушная | Блашко Пидгрушная | Меркушина · Джима · Блашко · Пидгрушная     | 4. Прима 4. Пидручный 4. Джима 4. Пидгрушная |
| Поклюка 2021              | Мужчины | 20. Прима 23. Пидручный 30. Цымбал 78. Дудченко   | 8. Прима 18. Цымбал 28. Пидручный  | 9. Прима 44. Тищенко 46. Дудченко 67. Пидручный      | Прима             | 5. Цымбал 5. Пидручный 5. Прима 5. Дудченко | 4. Прима 4. Блашко                           |
| Антхольц-Антерсельва 2020 |         | 4 Пидгрушная                                      | 13 Пидгрушная                      | 11 Меркушина                                         | 20 Прима          | · Жен.                                      | 5 смешанная                                  |
| Эстерсунд 2019            |         | 4 Пидручный                                       | · Пидручный                        | 10 Меркушина                                         | 10 Пидручный      | · Жен.                                      | 5 одиночная                                  |
| Хохфильцен 2017           |         | 10 Меркушина                                      | 8 Меркушина                        | 5 Семенов                                            | 6 Джима           | · Жен.                                      | 5 смешанная                                  |
| Осло 2016                 |         | · Семенов                                         | 5 Пидгрушная                       | 9 Варвинец                                           | 8 Семенов         | 5 Жен.                                      | 4 смешанная                                  |
| Контиолахти 2015          |         | · Валя Семеренко                                  | 10 Абрамова                        | 5 Семенов                                            | · Валя Семеренко  | 6 Жен.                                      | 11 смешанная                                 |
| Нове Место 2013           |         | · Пидгрушная                                      | · Пидгрушная                       | · Валя Семеренко                                     | 4 Вита Семеренко  | · Жен.                                      | 9 смешанная                                  |
| Рупольдинг 2012           |         | · Вита Семеренко                                  | 8 Вита Семеренко                   | 12 Бурдыга                                           | 7 Вита Семеренко  | 6 Жен.                                      | 14 смешанная                                 |
| Ханты-Мансийск 2011       |         | 10 Дереземля                                      | 7 Дереземля                        | · Вита Семеренко                                     | 13 Дереземля      | · Муж.                                      | 8 смешанная                                  |

## Все призёры

### Олимпийские игры
Валентина Цербе-Несина завоевала бронзовую медаль на Олимпиаде 1994 года в Лиллехаммере, Елена Петрова — серебряную медаль Олимпиады 1998 года в Нагано, Лилия Вайгина-Ефремова — бронзовую медаль на Олимпиаде 2006 года в Турине, Вита Семеренко — бронзовую медаль на Олимпиаде 2014 года в Сочи, женская сборная Украины в эстафете 4×6 км — золотая медаль на Олимпиаде 2014 года в Сочи.

### Сводная таблица
Призеры этапов кубка мира, чемпионатов мира и Олимпийских игр.
- Данные на 15.12.2022

| №      | Спортсмен              | Спортсмен | Личные гонки | Личные гонки | Личные гонки | Личные гонки | Эстафеты | Эстафеты | Эстафеты | Эстафеты |       | Года выступлений |
| №      | Имя                    | Стартов   | 1            | 2            | 3            | Сум.         | 1        | 2        | 3        | Сум.     | Всего | Года выступлений |
| ------ | ---------------------- | --------- | ------------ | ------------ | ------------ | ------------ | -------- | -------- | -------- | -------- | ----- | ---------------- |
| 1      | Елена Зубрилова        | 301       | 17           | 16           | 5            | 38           | 1        | 4        | 12       | 17       | 55    | 1997—2002        |
| 2      | Елена Петрова          | 217       |              | 4            | 11           | 15           | 2        | 6        | 11       | 19       | 34    | 1995—2007        |
| 3      | Валя Семеренко         | 361       | 2            | 1            | 8            | 11           | 5        | 7        | 6        | 18       | 29    | 2006—н.в         |
| 4      | Елена Пидгрушная       | 282       | 2            | 2            | 4            | 8            | 5        | 10       | 5        | 20       | 28    | 2007—н.в         |
| 5      | Юлия Джима             | 257       | 1            | 4            | 3            | 8            | 4        | 7        | 8        | 19       | 27    | 2012—н.в         |
| 6      | Вита Семеренко         | 281       |              | 4            | 7            | 11           | 4        | 8        | 3        | 15       | 26    | 2006—н.в         |
| 7      | Татьяна Водопьянова    | 138       | 2            | 1            | 2            | 5            | 2        | 4        | 9        | 15       | 20    | 1993—2002        |
| 8      | Андрей Дериземля       | 369       | 1            | 1            | 6            | 8            |          | 2        | 3        | 5        | 13    | 1996—2014        |
| 9      | Нина Лемеш             | 178       | 1            |              |              | 1            | 2        | 1        | 9        | 12       | 13    | 1994—2007        |
| 10     | Наталья Приказчикова   | 18        | 1            | 3            | 2            | 6            | 5        |          | 1        | 6        | 12    | 1987—1991        |
| 11     | Сергей Семёнов         | 244       |              | 1            | 4            | 5            |          | 2        | 4        | 6        | 11    | 2009—2020        |
| 12     | Оксана Хвостенко       | 206       | 1            | 1            | 3            | 5            | 1        | 4        |          | 5        | 10    | 1998—2011        |
| 13     | Сергей Седнев          | 163       | 1            | 1            | 2            | 4            |          | 2        | 2        | 4        | 8     | 2004—2014        |
| 14     | Валентина Цербе-Несина | 67        |              |              | 2            | 2            | 1        | 2        | 3        | 6        | 8     | 1993—1998        |
| 15     | Анастасия Меркушина    | 120       | 8 место      | 8 место      | 8 место      | 0            |          | 2        | 5        | 7        | 7     | 2014—н.в         |
| 16     | Ирина Петренко         | 86        | 7 место      | 7 место      | 7 место      | 0            | 1        | 2        | 3        | 6        | 6     | 2014—н.в         |
| 17     | Дмитрий Пидручный      | 220       | 1            |              |              | 1            |          | 2        | 2        | 4        | 5     | 2012—н.в         |
| 18     | Надежда Белова         | 32        |              | 3            |              | 3            | 1        | 1        |          | 2        | 5     | 1985—1995        |
| 19     | Вячеслав Деркач        | 271       |              |              | 2            | 2            |          | 1        | 1        | 2        | 4     | 1994—2010        |
| 20     | Наталья Бурдыга        | 110       | 6 место      | 6 место      | 6 место      | 0            |          | 2        | 2        | 4        | 4     | 2011—2016        |
| 21     | Ирина Меркушина        | 75        | 7 место      | 7 место      | 7 место      | 0            |          | 1        | 3        | 4        | 4     | 1992—2004        |
| 22     | Ольга Абрамова         | 58        | 7 место      | 7 место      | 7 место      | 0            |          |          | 3        | 3        | 3     | 2014—2022        |
| 23     | Артём Тищенко          | 71        | 10 место     | 10 место     | 10 место     | 0            |          |          | 3        | 3        | 3     | 2014—н.в         |
| 24     | Руслан Лысенко         | 200       |              | 1            |              | 1            |          | 1        |          | 1        | 2     | 1994—2007        |
| 25     | Лилия Вайгина-Ефремова | 133       |              |              | 2            | 2            |          |          |          | 0        | 2     | 2003—2010        |
| 26     | Артём Прима            | 252       | 5 место      | 5 место      | 5 место      | 0            |          | 2        |          | 2        | 2     | 2011—н.в         |
| 27     | Оксана Яковлева        | 106       | 12 место     | 12 место     | 12 место     | 0            |          | 2        |          | 2        | 2     | 1999—2010        |
| 28     | Наталья Терещенко      | 39        | 10 место     | 10 место     | 10 место     | 0            |          | 1        | 1        | 2        | 2     | 1999—2001        |
| 29     | Александр Беланенко    | 232       | 7 место      | 7 место      | 7 место      | 0            |          | 1        | 1        | 2        | 2     | 1999—2014        |
| 30     | Дарья Блашко           | 58        | 12 место     | 12 место     | 12 место     | 0            |          |          | 2        | 2        | 2     | 2019—н.в         |
| 31     | Руслан Ткаленко        | 48        | 35 место     | 35 место     | 35 место     | 0            |          | 1        |          | 1        | 1     | 2014—н.в         |
| 32     | Татьяна Рудь           | 58        | 15 место     | 15 место     | 15 место     | 0            |          | 1        |          | 1        | 1     | 1996—2008        |
| 33     | Олег Бережной          | 39        | 4 место      | 4 место      | 4 место      | 0            |          |          | 1        | 1        | 1     | 2005—2012        |
| Всего: | Всего:                 | Всего:    | 30           | 43           | 63           | 136          |          |          |          |          |       |                  |

#### По количеству гонок без подиумов
| № | Спортсмен          | Лучший результат | Стартов | Года выступлений |
| - | ------------------ | ---------------- | ------- | ---------------- |
| 1 | Роман Прима        | 5 место          | 116     | 2000—2012        |
| 2 | Антон Дудченко     | 5 место          | 65      | 2019—н.в         |
| 3 | Богдан Цымбал      | 17 место         | 42      | 2020—н.в         |
| 4 | Виталий Кильчицкий | 18 место         | 42      | 2010—2017        |
| 5 | Яна Бондарь        | 14 место         | 34      | 2012—2019        |